# 圣徒
圣徒本意指聖人的門徒或者聖人思想的追隨者，如李東陽《金陵問》：“程夫子，真聖徒。”“圣徒”一詞在近代也成為其它宗教的借用譯詞，也通常指具有特别美德或者修行水平很高的教徒。聖徒和聖人本義上的區別是，聖徒是追隨某一流派或宗教而受到該教派推崇的人，而聖人則獨立于而不是追随某人或某一思想派別。
有的宗教专门通过一定的仪式加封聖徒，但也有的聖徒直接被大众尊奉为聖徒。基督宗教（包括天主教會、聖公宗、路德宗、東正教會）、印度教、伊斯兰教、古巴的桑特里亚教中都有聖徒。一些新纪元运动的人也将聖徒的概念结合入他们的信仰。

## 中國宗教中的聖徒

### 儒教
孔廟中陪祀孔子的四配、十二哲、七十二賢、兩廡歷代先儒，都可以稱為孔門聖徒。

### 道教
道教中的聖徒，是受到推崇的道士。

### 佛教
佛教中的聖徒，是受到尊敬的比丘、比丘尼。

## 基督教聖徒
按照天主教會教義，聖徒是指一些已經死去、如今與基督一同在天上的人；他們在世度聖潔的生活，有高尚的德行，死後被教會册封，尊奉為聖徒。特倫多大公會議信經表示，信徒該求聖徒為他們轉求天主，也該尊崇聖徒遺物和聖像。有些教派也主張向聖徒祈求。有些教派聲稱，屬下的全體成員都是無罪的聖徒，聖經多次提到聖徒或聖徒，聖經把基督手下144000位受聖靈膏立的門徒稱為聖徒。
基督教聖徒是指在基督教中被教会认可为聖的人物。雖然聖徒的設立出現在基督教中，但不同教會對聖徒的理解和認可卻不是一致的，有的更完全不認同。目前聖徒的設立只出現於天主教會、聖公宗、東正教會等；而幾乎所有新教的宗派都不認為有在地上對人封聖的必要，因其不合聖經的教訓。一般來說，基督宗教的圣徒被認為能直接与上帝相连，可以带領別人到上帝的道路。天主教徒稱聖徒為聖品。
向圣徒祷告
天主教會信经里指出可以通过圣徒代祷，天主教會有亞巴郎向上主求情和在耶穌在聖母瑪利亞轉求下初行奇蹟的根據。
第三天，在加里肋亞加納有婚宴，耶穌的母親在那裏；耶穌和衪的門徒也被請去赴婚宴。酒缺了，耶穌的母親向衪說：「他們沒有酒了。」耶穌回答說：「女人，這於我和妳有什麼關係？我的時刻尚未來到。」衪的母親給僕役說：「他無論吩咐你們什麼，你們就作什麼。」在那裏放著六口石缸，是為猶太人取潔禮用的；每口可容納兩三桶水。耶穌向僕役說：「你們把缸灌滿水吧!」他們就灌滿了，直到缸口。然後，耶穌給他們說：「現在你們舀出來，送給司席。」他們便送去了。司席一嘗已變成酒的水──並不知是從那裏來的，舀水的僕役卻知道──司席便叫了新郎來，向他說：「人人都先擺上好酒，當客人都喝夠了，才擺上次等的；你卻把好酒保留到現在。」這是耶穌所行的第一個神跡，是在加里肋亞納匝肋行的；衪顯示了自己的光榮，衪的門徒們就信從了衪。此後，衪和衪的母親、弟兄和門徒下到葛法翁，在那裏住了不多幾天。（若2：1-12）
有唯獨聖經的新教徒認為在圣经里有多个记载并不支持这个说法：
- 耶穌説：“你們應當這樣祈禱：我們在天的父！”因此應該只向天父禱告。耶穌又説：“我是道路、真理、生命，除非經過我，誰也不能到父那裏去。你們若因我的名向我求甚麽，我必要踐行。”[1]耶穌表明，除他以外，沒有人可以為我們轉求。宗徒保祿（保羅）提到基督，説他是“現今在天主右邊，代我們轉求的基督耶穌”，“凡由他而接近天主的人，他全能拯救，因為他常活着，為他們轉求”。[2]
- 厄弗所書：“要醒寤不倦，為衆聖徒祈求，也為我祈求，使我在開口的時候，賜我能説相稱的話，能放心大膽地傳揚福音的奧秘。”[3]聖經在這裏勸勉人為聖徒祈求，而不是向他們或通過他們祈求。《新天主教百科全書》説：“《新約》裏記載的禱告，無論是私下的還是公開的，通常都是通過基督向天父説的。”[4]）
- 羅馬書：“弟兄們！我因我們的主耶穌基督，並因聖神的愛，請求你們，以你們為我在天主前的祈禱，與我一起奮鬥。”（宗徒保祿雖是聖徒，卻請其他也是聖徒的基督徒為他禱告。請注意，保祿沒有向這些聖徒禱告，這些聖徒為他作了禱告，也不能取代保祿自己向天父禱告，因為只有親自向天父禱告，保祿才能跟天父維繫親密的關係。[5]

## 伊斯兰教聖徒
尽管伊斯兰教的学者不承认聖徒，但对他们的墓和神祠的崇拜在伊斯兰教中是非常普遍的。此崇拜存在於伊斯兰世界所有地区都，包括非常教条的阿拉伯半岛。伊斯兰教相信聖徒有直接与真神阿拉溝通的能力，因此聖徒可以施行奇迹和祝福信徒。在大多数穆斯林国家中，都存在与聖徒有关的节日。在节日中，信徒會崇拜当地的聖徒以获得聖徒的祝福。不過，聖徒的祝福與先知的祝福是不同的。
在民间的伊斯兰教中，聖徒是一个非常重要的组成部分。尤其在伊斯兰神秘派的苏菲主义中聖徒占重要地位。苏菲主义中，有不同的专门给追随聖徒的学者的教训。与基督教的聖徒崇拜不同，苏菲主义中没有对崇拜聖徒的物件和奉献给聖徒的仪式。

## 桑特里亚教聖徒
部分人仕認為天主教中对聖徒的崇拜是古巴桑特里亚教的基础。在桑特里亚教中，圣徒与约鲁巴神话中的神是一体，在教堂中他们受到圣徒的崇拜。在桑特里亚教的节日上，他们被崇拜为神。但天主教多年重申沒有對聖徒作出崇拜。

## 外部連結
- 教會諸聖